# 국립동양언어문화대학
국립동양언어문화학원(프랑스어: Institut national des langues et civilisations orientales, INALCO)은 프랑스 파리에 위치한 언어 전문 특성화 대학으로, 300년 이상의 역사 깊은 학교이며 언어 연구소이기도 하다.
루이 14세 때 동양어 전문 학교가 파리에 세워졌는데, 그 학교가 지금의 이날코가 되었다. 1669년을 정식 설립일로 한다.
INALCO는 국립학교이다. Langues O'라 부르기도 하며, 전공 언어별로 학과가 개설되어 있다.
서유럽어를 제외한 아시아, 아프리카, 오세아니아 등 100여 언어를 가르친다.
지질학, 경제, 언어학을 기본 과목으로 배우기도 한다.